# Colastes unicolor
Colastes unicolor är en stekelart som beskrevs av Sergey A. Belokobylskij 1984. Colastes unicolor ingår i släktet Colastes och familjen bracksteklar. Inga underarter finns listade i Catalogue of Life.